# Gaogeng
Gaogeng (kinesiska: 高埂镇, 高埂) är en köping i Kina. Den ligger i provinsen Sichuan, i den sydvästra delen av landet, omkring 51 kilometer sydväst om provinshuvudstaden Chengdu. Antalet invånare är 19 993. Befolkningen består av 10 249 kvinnor och 9 744 män. Barn under 15 år utgör 10,0 %, vuxna 15-64 år 78 %, och äldre över 65 år 10,0 %.
Genomsnittlig årsnederbörd är 1 367 millimeter. Den regnigaste månaden är juli, med i genomsnitt 383 mm nederbörd, och den torraste är januari, med 12 mm nederbörd.